# Burg Steglitz
Die Burg Steglitz ist eine abgegangene Höhenburg auf dem Steglitz bei Altenbanz, einem Ortsteil von Bad Staffelstein im Landkreis  Lichtenfels in Bayern.

## Geschichte
Die etwa um 1237/38 erbaute Burg (wohl durch den damals amtierenden Klostervogt Otto VIII. von Andechs-Meranien errichtet), die vermutlich die Altstraße zwischen Stadel und Altenbanz kontrollieren sollte, wurde schon während des Baues abgebrochen und die unfertige Anlage 1239 auf Druck der Würzburger und Bamberger Bischöfe geschleift.
Eine Urkunde des etwa 1,5 km südöstlich gelegenen hochmittelalterlichen Klosters Banz scheint aber zu belegen (so die Urkunde keine Fälschung ist), dass die Burg bereits zu Beginn des 12. Jahrhunderts bestanden hat und 1127 der Besitz der Burg und dieselbe durch den Bamberger Bischof Otto I. an das Kloster Banz übereignet wurde. Im Umfeld der Burg befinden sich außerdem zwei frühmittelalterliche Befestigungen, nördlich der Ringwall Kulch, östlich der Ringwall Banzer Berg, genauso wie das nahe Kloster einen frühmittelalterlichen Vorgänger hatte, die Burg Banz.
1969/70 wurde die Anlage auf dem Steglitz archäologisch untersucht, dabei wurden jedoch keine Mauerreste gefunden. Heute sind jedoch Grundmauerreste mit sorgfältig behauenen Mauersteinen sichtbar. Diese wohl zum Palas und den an der Nordostecke desselben anstehenden Bergfried gehörend.
Von der Burganlage mit einer Fläche von etwa 30 auf 70 Meter sind nur noch geringe Reste erhalten. Die Lidardarstellung zeigt für die Bergkuppe eine stark zerfurchte Bergspitze. Nur nach Süden lässt sich eine Wallstruktur deuten, der südöstlich eine Terrasse vorgelagert ist. Ein Pfad führt heute von West nach Ost über die Bergkuppe. Mehrere, heute kaum noch bekannte Sagen, ranken sich um den Burgstall.